# Landebaëron
Landebaëron (tiếng Breton: Landebaeron) là một xã của tỉnh Côtes-d’Armor, thuộc vùng Bretagne, tây bắc Pháp.

## Dân số
Người dân ở Landebaëron được gọi là Landebaëronnais.